# Ustja
Die Ustja (russisch Устья) ist ein rechter Nebenfluss der Waga in der Oblast Archangelsk in Nordwestrussland.
Der 477 Kilometer lange Fluss hat seinen Ursprung nordwestlich von Weliki Ustjug. Er fließt überwiegend in westlicher Richtung zur Waga. Das Einzugsgebiet umfasst 17.500 km². 107 Kilometer oberhalb der Mündung beträgt der mittlere Abfluss 92,4 m³/s. Wichtigste Nebenflüsse sind Kisma und Kokschenga, beide von links.